# Lignac
Lignac ist eine französische Gemeinde mit 459 Einwohnern (Stand: 1. Januar 2022) im Département Indre in der Region Centre-Val de Loire; sie gehört zum Arrondissement Le Blanc und zum Kanton Saint-Gaultier. 

## Geographie
Die Gemeinde Lignac liegt im Regionalen Naturpark Brenne a der Grenze zum Département Vienne, etwa 49 Kilometer südwestlich von Châteauroux am Fluss Allemette. Umgeben wird Lignac von den Nachbargemeinden Chalais im Norden, Prissac im Nordosten, Dunet im Osten, Chaillac im Südosten, Tilly im Süden, Coulonges im Südwesten, Thollet im Südwesten und Westen, Liglet im Westen und Nordwesten sowie Bélâbre im Nordwesten.

## Bevölkerungsentwicklung
| Jahr                       | 1962 | 1968 | 1975 | 1982 | 1990 | 1999 | 2006 | 2013 | 2020 |
| Einwohner                  | 1057 | 992  | 809  | 706  | 614  | 572  | 572  | 538  | 452  |
| Quellen: Cassini und INSEE |      |      |      |      |      |      |      |      |      |

## Sehenswürdigkeiten
- Burg Château-Guillaume aus dem 11. Jahrhundert, seit 1862 Monument historique
- Kirche Saint-Christophe aus dem 12. Jahrhundert mit Umbauten aus dem 15. Jahrhundert
- Kirche von Château-Guillaume aus dem 13. Jahrhundert

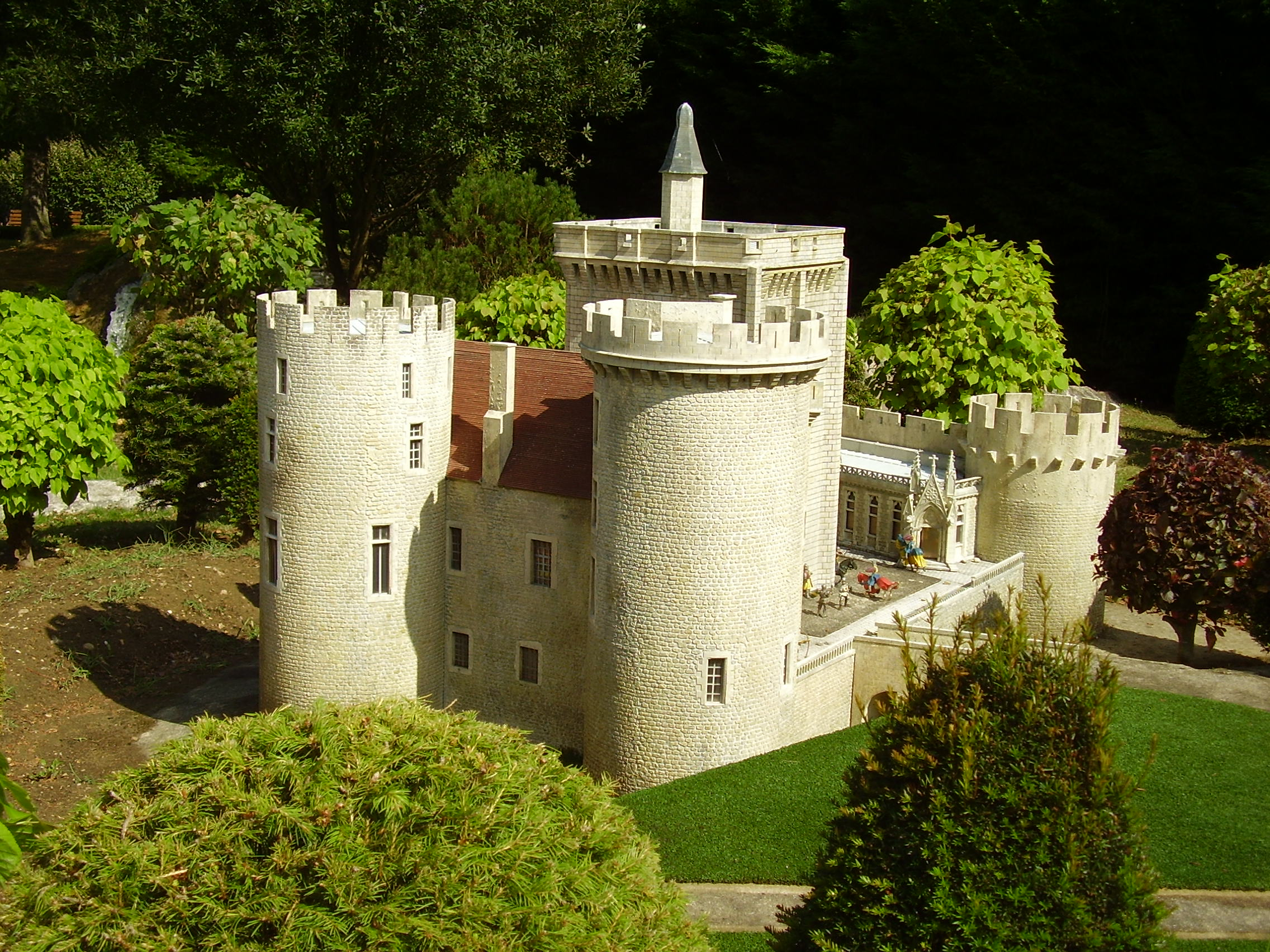
Burg Château-Guillaume (Modell)